# المدورة (مكة)
أم دوحة هي قرية في منطقة مكة المكرمة، في غرب المملكة العربية السعودية.